# Піранга пломениста
Піранга пломениста (Piranga rubra) — вид горобцеподібних птахів родини кардиналових (Cardinalidae).

## Поширення
Влітку населяє дубові і галерейні ліси в центральній і південній частині США та на півночі Мексики. Восени мігрує на південь і зимує у центральній і південній частинах Мексики, в Центральній Америці і на північному заході Південної Америки (до Перу і західної Бразилії), де населяє тропічні ліси.

## Опис
Дорослі особини мають розмір від 17 до 19 см і мають виражений статевий диморфізм. Самці повністю червоні, з блідо-жовтим дзьобом. Взимку не змінює оперення. У самиць дзьоб блідо-сірий, оперення оливкове на спині і темно-жовте в черевній частині; на відміну від P. olivacea, крила світліші.

## Спосіб життя
Харчується комахами і фруктами. Зазвичай вони харчуються високо на деревах або ловлять комах у польоті.

## Підвиди
- P. r. cooperi Ridgway, 1869 — гніздяться на південному заході США та на півночі Мексики, зимує на півдні Мексики.
- P. r. rubra (Linnaeus, 1758) — гніздиться на сході США, зимує на півночі Південної Америки.